# 雑賀サクラ
雑賀 サクラ（さいが サクラ、2005年（平成17年）3月31日 - ）は、日本の女性ファッションモデル。東京都出身。レプロエンタテインメント所属。

## 略歴
幼少のころより、姉の雑賀カアネとともにモデルとして活動する。ピザーラのCMに姉妹で出演したことが話題になり、「かわいすぎる姉妹モデル」と称されるようになる。
2018年、レピピアルマリオのWEBモデルオーディションが初めて行われ、雑賀サクラ、瀬戸琴楓、吉田爽葉香を含む7名が選出される。「レピピガール」として、WEBモデルに加えて、YouTubeチャンネル「レピピちゃんねる」に出演する。
「ミスセブンティーン2019」に応募者3,504名の中から雑賀サクラを含む中学生4名が選ばれる。「Seventeen 夏の学園祭2019」（2019年8月22日、パシフィコ横浜・国立大ホール）が初披露となった。
モスバーガーが、「MOSクリームチーズガール2020」オーディションを開催し、雑賀サクラが選ばれる。クリームチーズを使用したハンバーガーのCMに出演し、クリームチーズをイメージして頬に両手を押し当て唇を尖らせる「クリームギュー顔」を見せた。
2020年5月14日、姉・雑賀カアネとともにレプロエンタテインメントへ所属したことが発表された。
2023年6月30日発売の「Seventeen」2023年夏号をもって約4年間務めたSeventeenの専属モデルを卒業した。

## 人物
- 赤ちゃんモデルの経験がある[6]。
- 演技にも活動を広げたいと思っている。演じたい役柄は、サスペンスの悪役である[14]。
- 家族で温泉旅行をするのが恒例である。熱川温泉に訪れることが多い[14]。
- 好きな音楽グループはBLACKPINKである[7]。
- 日本人とルーマニア人のハーフである[3]。

## 出演

### ファッションショー
- 東京ガールズコレクション
  - 第37回 マイナビ 東京ガールズコレクション 2023 AUTUMN／WINTER（2023年9月2日、さいたまスーパーアリーナ）[15]
  - CREATEs presents TGC KITAKYUSHU 2023 by TOKYO GIRLS COLLECTION（2023年10月7日、西日本総合展示場新館）[16]
  - TGC MATSUYAMA 2024 by TOKYO GIRLS COLLECTION（2024年7月13日、愛媛県武道館）[17]
- Rakuten GirlsAward 2023 AUTUMN/WINTER（2023年9月30日、幕張メッセ）[18]

### テレビ番組
- 子育てプレイ& MORE（2009年7月8日 - 9月30日、MBS） - 森アリ 役[2]
- Eダンスアカデミー（2013年） - Eダンスキッズ1期生
- スクール革命!（2024年2月25日、5月12日） - 女子生徒として出演

### 劇場アニメ
- 未来のミライ（2018年7月20日、東宝） - 主人公「くんちゃん」が出会う幼少期の母 役[19][20]

### CM
- カンロ（2014年）ピュレグミ[5]
- モスバーガー（2020年）モスクリームチーズガール篇[11][12]

### 広告
- アダストリア レピピアルマリオ（2018年） - WEBモデル[6][7]
- 廣告社 逆引き大学辞典（2020年） - ナビゲーター[21]

## 書籍

### 雑誌
- Seventeen（2019年10月号 - 2023年夏号、集英社） - 専属モデル

### 単行本
- レインボールームアクセサリー : はじめてでもかんたん!かわいい!!（2014年12月、学研教育出版、編集長：新屋敷信美）ISBN 9784052040801 雑賀カアネとともにモデルを務める。